# 마르틴 바그너
마틴 바그너(독일어: Martin Wagner, 1968년 2월 24일, 바덴-뷔르템베르크 주 오펜부르크 ~)는 독일의 전직 축구 선수로, 현역 시절 미드필더나 수비수로 활약했다. 그는 현재 "마바 컨설트"(MaWa Consult) 스포츠 대행사를 운영하고 있다.

## 경력
그는 독일 리그 체계의 1부와 2부 리그를 도합하여 300번 넘는 경기에 출전했다. 바그너는 독일 국가대표팀 경기에 6번 출전했는데, 이 중 2번은 1994년 월드컵 결선 토너먼트 경기였다.

## 수상

### 클럽
카이저슬라우테른
- 분데스리가: 1997–98
- DFB-포칼: 1995–96
- 2. 분데스리가: 1996–97